# Erpis macularis
Erpis macularis là một loài bướm đêm trong họ Crambidae.